# René Lefèvre (acteur)
Ne doit pas être confondu avec Jean Lefebvre.
Pour les articles homonymes, voir René Lefèvre et Lefèvre.
René Lefèvre est un acteur, scénariste et écrivain français, né le 6 mars 1898 à Nice et mort le 23 mai 1991 à Poissy.

## Biographie
René Lefèvre, de son nom complet René Paul Louis Lefèbvre, a perdu sa mère très jeune, et a été élevé par sa grand-mère. Il entre à 16 ans à la Navale mais n'y reste pas, ayant le mal de mer. Il est engagé comme magasinier et livreur chez Félix Potin, courtier en cirages, puis s'engage dans l'infanterie le 27 décembre 1916 où il devient en 1917, l'ami de Joseph Kessel.
Sa carrière au théâtre débute par une rencontre avec le comédien Albert Riéra, avec lequel il partage sa chambre ; on lui offre un petit rôle dans Les Gaietés du veuvage. Puis il travaille dans les années 1920 avec Louis Jouvet et joue notamment dans Knock de Jules Romains, et débute au cinéma en 1925 dans une adaptation (en version muette) de cette pièce.
Passionné par les chevaux, René Lefèvre participe comme jockey à des courses hippiques. En 1934, son nez est brisé lorsqu’il chute de son cheval pendant une course. Il doit alors renoncer aux rôles de « jeunes premiers » et se voit offrir d’autres rôles, comme celui de M. Lange dans le film de Jean Renoir, Le Crime de monsieur Lange (1935).
Il coréalise en 1942, avec Claude Renoir ainé, un unique long métrage, Opéra-Musette.
Dans son autobiographie Le Film de ma vie, il raconte de façon enjouée la pourtant triste période de l'Occupation et il narre avec talent ses activités de résistant dans la région d'Antibes et de Nice. À la fin de la guerre, il est nommé responsable de Radio Méditerranée, ancêtre de RMC, où il doit assurer pratiquement seul l'antenne plusieurs heures chaque jour. Ses nombreuses connaissances dans le milieu du spectacle lui sont alors d'un grand secours pour improviser des émissions avec des moyens quasi inexistants. Plus tard, il anime avec succès l'émission alors célèbre Le bar des vedettes.
Par la suite, retiré dans un petit pavillon d'Orgeval où il vit avec son épouse Pierrette qu'il surnomme La Bougnate, il continue ses activités de scénariste et d'auteur, ainsi que d'acteur en privilégiant la télévision où on le remarque dans les rôles secondaires auxquels il confère sa gouaille déjà mise à profit par Renoir dans Le Crime de monsieur Lange. Il fait partie de ces « excentriques du cinéma français », selon Raymond Chirat, qui ont tant apporté au cinéma français de cette époque (années 1930/1960).
Epoux de Pierrette Lasmayoux (1935-2022), sa fille Jeanine (décédée en 2016) a épousé l'entraîneur de chevaux Robert Winkfield ; elle a un fils, Thierry (né en 1965).

## Théâtre
- 1920 : Dans l’autobiographie de René Lefèvre, Le Film de ma Vie, il évoque ses tournées avec Gustave Damien, "Avec ce dernier, nous allions tous les mercredis à Rennes, le vendredi à Morlaix, les samedi et dimanche à Brest. Feydeau était la base de notre répertoire"
- 1923 : Knock ou le Triomphe de la médecine de Jules Romains, mise en scène Louis Jouvet, Comédie des Champs-Élysées[8]
- 1925 : L'Amour qui passe de Joaquin Alvarez Quintero et Serafin Alvarez Quintero, mise en scène Louis Jouvet, Comédie des Champs-Élysées
- 1926 : Bava l'africain de Bernard Zimmer, mise en scène Louis Jouvet, Comédie des Champs-Élysées
- 1926 : Deux paires d'amis de Pierre Bost, mise en scène Louis Jouvet, Comédie des Champs-Élysées
- 1934 : L'Été de Jacques Natanson, mise en scène Marcel André, Nouvelle Comédie
- 1958 : L'Année du bac de José-André Lacour, mise en scène Yves Robert, théâtre Édouard VII, théâtre des Variétés en 1961
- 1963 : Et l'enfer Isabelle ? de Jacques Deval, mise en scène Claude Sainval, Comédie des Champs-Élysées
- 1963 : L'Acheteuse de Steve Passeur, mise en scène Jean Anouilh et Roland Piétri, Comédie des Champs-Élysées
- 1965 : Les Filles de Jean Marsan, mise en scène Jean Le Poulain, théâtre Édouard VII
- 1974 : Service de nuit de Claude Chauvière (adaptation).

## Filmographie

### Cinéma

#### Acteur

##### Années 1920
- 1920 : Tournée Gustave Damien jusqu'en 1922
- 1925 : Knock de René Hervil : Le chauffeur
- 1927 : Le Mariage de mademoiselle Beulemans de Julien Duvivier
- 1927 : Le Tourbillon de Paris de Julien Duvivier : Favergé
- 1927 : Fleur d'amour ou Fleurette de Marcel Vandal  + assistant réalisateur
- 1928 : Pas si bête d'André Berthomieu
- 1928 : Le Sous-marin de cristal de Marcel Vandal
- 1928 : L'Eau du Nil de Marcel Vandal
- 1929 : Le Ruisseau de René Hervil
- 1929 : Un soir au Cocktail's Bar  de Roger Lion : le Barman
- 1929 : Ces dames aux chapeaux verts d'André Berthomieu
- 1929 : Rapacité d'André Berthomieu

##### Années 1930
- 1930 : Les Deux Mondes d'Ewald André Dupont
- 1930 : Marius à Paris : Le fils de Bonichon
- 1930 : Le Chemin du paradis de Wilhelm Thiele et Max de Vaucorbeil : Jean
- 1930 : On opère sans douleur de Jean Tarride - court-métrage
- 1931 : Mon ami Victor d'André Berthomieu : Victor de Fleury
- 1931 : Jean de la Lune de Jean Choux : Jean de la Lune
- 1931 : Le Million de René Clair : Michel Bouflette
- 1931 : Les Cinq Gentlemen maudits de Julien Duvivier : Le Guérantec
- 1932 : La Fleur d'oranger de Henry Roussell : Raymond
- 1932 : L'Âne de Buridan d'Alexandre Ryder : Georges
- 1932 : Monsieur, Madame et Bibi de Jean Boyer et Max Neufeld : Monsieur Paul Baumann
- 1932 : Sa meilleure cliente de Pierre Colombier : Gaston
- 1932 : Seul de Jean Tarride : Eugène Bricot - court-métrage
- 1932 : Un chien qui rapporte  de Jean Choux : René
- 1933 : La Paix chez soi, court métrage d'André Hugon : Triel
- 1933 : Les Deux Canards d'Erich Schmidt
- 1933 : Paprika de Jean de Limur : Paul Charvin
- 1934 : La Femme idéale d'André Berthomieu : Grégoire Vachette
- 1934 : L'Amour en cage de Karel Lamač et Jean de Limur : Charles
- 1935 : Le Coup de trois de Jean de Limur : Monsieur Popolka
- 1935 : Les Époux scandaleux de Georges Lacombe : Jean
- 1935 : Vogue, mon cœur de Jacques Daroy : Jim
- 1936 : Ça n'a pas d'importance de Gaston Didier - court-métrage
- 1936 : Feu la mère de madame de Germain Fried - court-métrage : Le valet
- 1936 : Le Crime de monsieur Lange  de Jean Renoir : Amédée Lange
- 1936 : Le Pigeon d'Albert Riéra - court métrage
- 1936 : Mes tantes et moi d'Yvan Noé : Éloi
- 1936 : Trois, six, neuf de Raymond Rouleau
- 1937 : Gueule d'amour de Jean Grémillon : René
- 1937 : Le Choc en retour de Georges Monca et Maurice Kéroul : Max de Bellecour
- 1937 : Le Gagnant (film, 1937) d'Yves Allégret - moyen métrage
- 1938 : La Piste du sud de Pierre Billon : L'instituteur Saillant
- 1938 : Nuits de princes de Vladimir Strijewski
- 1938 : Petite Peste de Jean de Limur : Jacques Chantelouve
- 1938 : Place de la Concorde de Karel Lamač
- 1938 : Sommes-nous défendus ? de Jean Loubignac
- 1939 : Feux de joie de Jacques Houssin : Roland

##### Années 1940
- 1940 : Les Musiciens du ciel de Georges Lacombe : Victor - également scénariste
- 1942 : La Femme que j'ai le plus aimée de Robert Vernay : L'industriel
- 1942 : Opéra-Musette de René Lefèvre et Claude Renoir : Lampluche - également réalisateur et scénariste
- 1943 : À la belle frégate d'Albert Valentin : Jean
- 1943 : Arlette et l'Amour de Robert Vernay : Le notaire
- 1945 : La Boîte aux rêves d'Yves Allégret et Jean Choux : Marc - également scénariste
- 1945 : Son dernier rôle de Jean Gourguet
- 1947 : Le Bataillon du ciel d'Alexander Esway : François
- 1949 : Le Point du jour de Louis Daquin : Dubard[9]
- 1949 : L'Escadron blanc de René Chanas

##### Années 1950
- 1952 : Fille dangereuse - (Bufere) de Guido Brignone
- 1952 : Seuls au monde de René Chanas : François Hermenault - également scénariste
- 1952 : Trois femmes d'André Michel : M. Cachelin (segment L'Héritage)
- 1955 : Bel Ami de Louis Daquin
- 1955 : La Lumière d'en face de Georges Lacombe (co-auteur des dialogues)
- 1957 : Celui qui doit mourir de Jules Dassin : Yannakos
- 1957 : La Garçonne de Jacqueline Audry : Professeur Vignabos
- 1958 : C'est la faute d'Adam de Jacqueline Audry : Norbert de Cazaubon
- 1958 : Liberté surveillée d'Henri Aisner et Vladimir Voltchek : Benoît
- 1958 : Le Gorille vous salue bien de Bernard Borderie : Commissaire Blavet
- 1958 : Sois belle et tais-toi de Marc Allégret : Monsieur Raphael
- 1959 : Le Secret du chevalier d'Éon de Jacqueline Audry : Le comte Antoine d'Éon
- 1959 : Rue des prairies de Denys de La Patellière (auteur du roman d’origine)

##### Années 1960
- 1962 : Comme un poisson dans l'eau d'André Michel : M. Dumesnil
- 1962 : Le Doulos de Jean-Pierre Melville : Gilbert Varnove
- 1962 : Une blonde comme ça de Jean Jabely : Doc
- 1963 : La Foire aux cancres de Louis Daquin
- 1964 : Un gosse de la butte (Rue des Cascades) de Maurice Delbez
- 1966 : Angélique et le Roy de Bernard Borderie : Colbert
- 1967 : Un homme de trop de Constantin Costa Gavras : Colonel Guers

##### Années 1970
- 1976 : Le Corps de mon ennemi d'Henri Verneuil : Pierre Leclercq
- 1977 : Un oursin dans la poche de Pascal Thomas

#### Scénariste

##### Années 1940
- 1941 : Parade en sept nuits de Marc Allégret
- 1947 : La Carcasse et le Tord-cou de René Chanas

##### Années 1950
- 1950 : Sous le ciel de Paris de Julien Duvivier
- 1950 : Un sourire dans la tempête de René Chanas
- 1959 : Douze Heures d'horloge de Géza von Radványi

#### Assistant réalisateur
- 1929 : La Meilleure Maîtresse de René Hervil

### Télévision

#### Années 1950
- 1959 : Gaslight de Lazare Iglésis

#### Années 1960
- 1964 : La caméra explore le temps : Le Mystère de Choisy
- 1965 : Ève et la maison de campagne de Maurice Delbez, épisode de la série Les Saintes chéries : Sergent Noël, le locataire
- 1966 : Rouletabille d'Yves Boisset, (épisode Le parfum de la dame en noir) (série TV) : Vieux Bob
- 1966 et 1968 : Vive la vie de Joseph Drimal : Benjamin, le grand-père dit « Papiche » (saisons 1 et 2)
- 1967 : La Bonne peinture, de Philippe Agostini : Étienne Moudru, le clochard
- 1968 : L'Homme de l'ombre de Guy Jorre : Le patron
- 1968 : Les Compagnons de Baal de Pierre Prévert : Pépère
- 1969 : La Cravache d'or : Genêt
- 1969 : Café du square : Le pharmacien

#### Années 1970
- 1972 : Légion : Toine
- 1973 : Les Mohicans de Paris (d'après l'œuvre de Alexandre Dumas), feuilleton télévisé de Gilles Grangier : Plantard
- 1975 : La Simple Histoire d'un merveilleux poste de télévision d'Armand Ridel : M. Schepffer
- 1975 : Les Cinq Dernières Minutes, épisode, La mémoire longue de Claude Loursais : Félix
- 1976 : Les Cinq Dernières Minutes, épisode Le fil conducteur de Claude Loursais : Louis Falconnet
- 1976 : Bergeval père et fils : René Bergeval
- 1979 : Les Cinq Dernières Minutes épisode Mort à la criée de Claire Jortner : Benjamin

Années 1980
- 1980 : Les Incorrigibles : Le professeur Sulzer
- 1982 : Bonnes Gens : Magloire
- 1982 : L'Esprit de Famille : Alexis (le grand-oncle)

## Publications
- Les Musiciens du ciel, roman, Gallimard, 1938, (BNF 32364984)
- Le Rescapé de la Chimère, roman, coécrit avec  André Chauvin, Éditions Balzac, 1943, (BNF 32364985)
- L'Inventeur, roman, coécrit avec Albert Riéra, Les Deux Sirènes éditeur, 1947, (BNF 32571619)
- La Couronne de chiffons, roman, coécrit avec  André Chauvin, Éditions Pierre Ardent, 1947 (BNF 32364981)
- Chansons à mettre en musique, Pierre Seghers éditeur, 1953,  (BNF 32364980)
- Le Train du Far-West, roman, Calmann-Lévy, 1954, (BNF 32364987) ; réédition Garnier frères, 1978
- Rue des prairies, roman, Gallimard, 1955, (BNF 32364986) ; adapté au cinéma par Denys de La Patellière ; réédition L'échappée, 2025  (ISBN 978-2-37309-123-6)
- L'Aveugle ébloui, roman, Éditions France-Empire, 1973, (BNF 35214095)
- Le Film de ma vie, 1939-1973, autobiographie, éditions France Empire, Paris, 1973, 432 pp, (BNF 35173126)